# Ignazio Greco (vescovo)
Ignazio Greco (Catanzaro, 19 ottobre 1760 – Oppido Mamertina, 11 dicembre 1821) è stato un vescovo cattolico italiano.

## Biografia
Figlio di Tommaso e Saveria Casaburi, dal 1783, anno della sua ordinazione sacerdotale, fu economo curato nella Parrocchia di Santa Teresa in Catanzaro fino al 1794 anno in cui venne nominato parroco di Santa Maria del Mezzogiorno. Amministrò questa Parrocchia fino al 1811 quando venne nominato curato penitenziere della Cattedrale di Catanzaro. Nel 1819 conseguì la laurea in teologia all'Università di Napoli.Il 4 giugno dello stesso anno fu nominato vescovo di Oppido Mamertina e consacrato a Roma il 6 giugno; fece il suo ingresso in diocesi il 16 novembre.
Morì di pleurite l'11 dicembre del 1821 a Oppido Mamertina, La città episcopale conserva le sue spoglie nella Chiesa Abbazia.
Il Capitolo della Cattedrale, come segno di gratitudine e mercé l'affetto che il popolo oppidese ha nutrito per il suo vescovo, nominò vicario della diocesi di Oppido il fratello Felice, successivamente nominato vescovo di San Marco Argentano e Bisignano.

## Genealogia episcopale
La genealogia episcopale è:
- Cardinale Scipione Rebiba
- Cardinale Giulio Antonio Santori
- Cardinale Girolamo Bernerio, O.P.
- Arcivescovo Galeazzo Sanvitale
- Cardinale Ludovico Ludovisi
- Cardinale Luigi Caetani
- Cardinale Ulderico Carpegna
- Cardinale Paluzzo Paluzzi Altieri degli Albertoni
- Papa Benedetto XIII
- Papa Benedetto XIV
- Papa Clemente XIII
- Cardinale Enrico Benedetto Stuart
- Cardinale Michele Di Pietro
- Vescovo Ignazio Greco